# Flugplatz Schmidgaden

i7
i11
i13

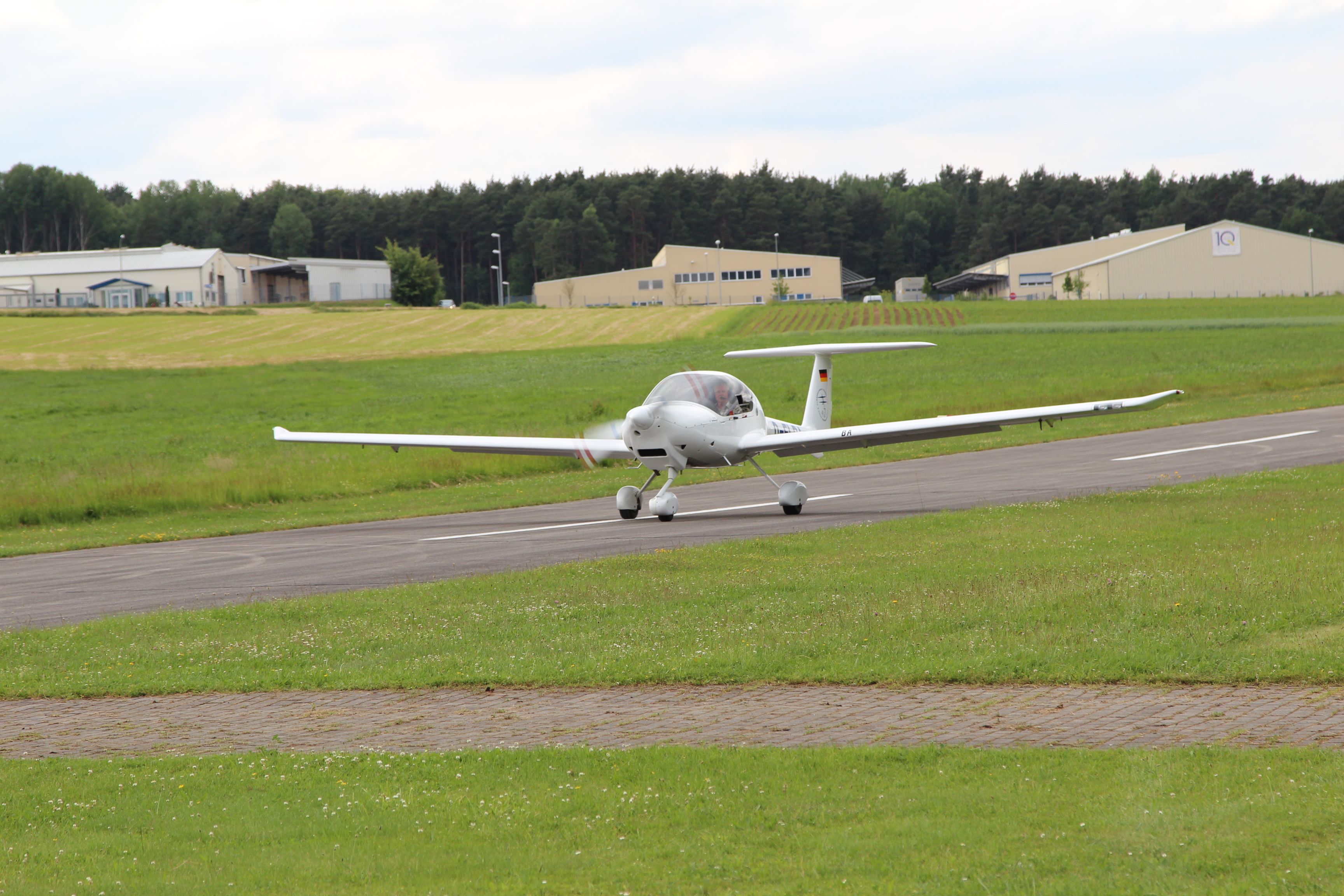
Flugplatz Schmidgaden (2013)

Der Flugplatz Schmidgaden (ICAO-Code: EDPQ) ist der Sonderlandeplatz der Gemeinde Schmidgaden im oberpfälzer Landkreis Schwandorf. Eigentümer und Betreiber ist der Aero Club Schmidgaden e. V.

## Geografie
Der Flugplatz liegt einen Kilometer nordöstlich des historischen Ortskernes von Schmidgaden und zwölf Kilometer nördlich von Schwandorf auf einer Höhe von 374 bis 379 m ü. NN. Nördlich des Fluggeländes fließt der Schwärzerbach und eine schrankengeregelte Gemeindestraße quert die Landebahn.
Naturräumlich befindet er sich im Oberpfälzer Wald, östlich erstreckt sich das Naabtal, südlich die Bodenwöhrer Bucht und westlich das Vilstal. 35 km östlich verläuft die Staatsgrenze zu Tschechien.

## Geschichte
Der Flugplatz Schmidgaden entstand im Jahre 1960 als Graspiste und es wurden eine Flugzeughalle und das Vereinsheim gebaut. Der Flugplatz war 1977 der Austragungsort der Deutschen Kunstflugmeisterschaft, 1978 das Trainingslager zur Kunstflugweltmeisterschaft und richtete 1983 das Internationale PIPER-Treffen aus. Jährlich werden kostenlose Flüge für alte und behinderte Menschen und Kinder durchgeführt. Im Jahr 1989 erfolgte die Asphaltierung der Landebahn und im Jahr 2016 erwarb der Aero Club Schmidgaden das Eigentum an dem Fluggelände.
Es siedelte sich eine Flugschule für den Erwerb der Privatpilotenlizenz (PPL) für Ultraleichtflugzeuge an und der Deutsche Luftbeobachtungsdienst nutzt das Gelände regelmäßig als einen Stützpunkt zur Luftbeobachtung der Waldbrandgefährdung.

## Flugplatz und Ausstattung
Der Flugplatz ist ein Sonderlandeplatz für Luftfahrzeuge aller Art bis 2000 kg Höchstabfluggewicht (MTOW), Hubschrauber bis 2500 kg und hat keine geregelten Betriebszeiten. Flugbetrieb ist meist an den Wochenenden Samstags von 13 – 18 Uhr und an Sonn- und Feiertagen von 10 – 18 Uhr oder spätestens bis Sonnenuntergang, sofern es die Wetterbedingungen zulassen. Eine Landung ist nur nach vorheriger Anmeldung möglich (PPR). Der Platz führt den ICAO-Code EDPQ.
Es bestehen ein Mehrzweckgebäude mit einem Tower (Frequenz 134,540 MHz), zwei Hangars und das Vereinsheim. Die Platzrunde befindet sich nördlich des Fluggeländes auf 2000 ft.
Die Graspiste hat eine Länge von 452 m, Breite von 20 m und ist mit einem Asphaltstreifen 452 × 10 m ausgestattet. Es gibt eine Tankstelle mit Ölservice. Während des Betankens herrscht Start- und Landeverbot.

## Zwischenfälle
- Am 11. Oktober 1964 wurde auf EDPQ ein historischer Doppeldecker vom Typ Focke-Wulf Fw 44 schwer beschädigt.[4]
- Am 10. Juni 1973 verunglückte in Schmidgaden ein Fallschirmspringer.[5]
- Am 17. Januar 2016 nutzte ein Kraftfahrer das frisch zugeschneite Rollfeld für nicht genehmigte Fahr- und Schleuderübungen. Dieser kam hierbei von der befestigten Piste ab, verursachte Sach- und Flurschäden und flüchtete.[6]

## Verkehr
- Der Flugplatz ist über eine schrankengeregelte Gemeindestraße zu der Staatsstraße 2040 hin erschlossen. Diese führt westlich zu der Bundesautobahn 6, östlich nach Nabburg und dort zu der Bundesautobahn 93.
- Der ÖPNV bedient den Flugplatz nicht direkt. In Schmidgaden bestehen Zustiegsmöglichkeiten zu den VGN-Buslinien 462 und 6317; die nächstgelegenen Schienenanschlüsse befinden sich südöstlich am Bahnhof Schwarzenfeld zu der Bahnstrecke Regensburg–Weiden und südwestlich am Haltepunkt Freihöls an der Bahnstrecke Nürnberg–Irrenlohe.

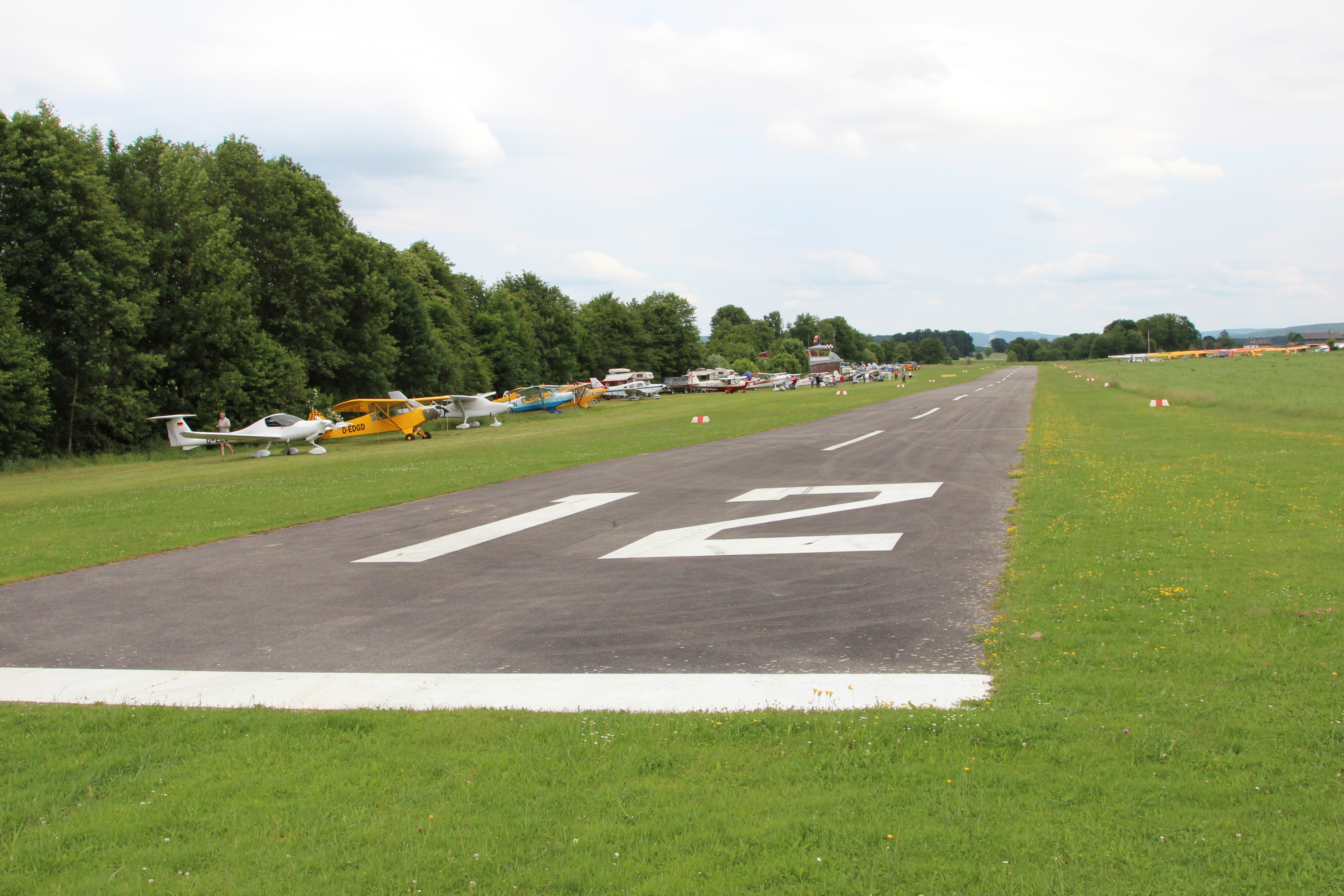
Rollfeld (2013)
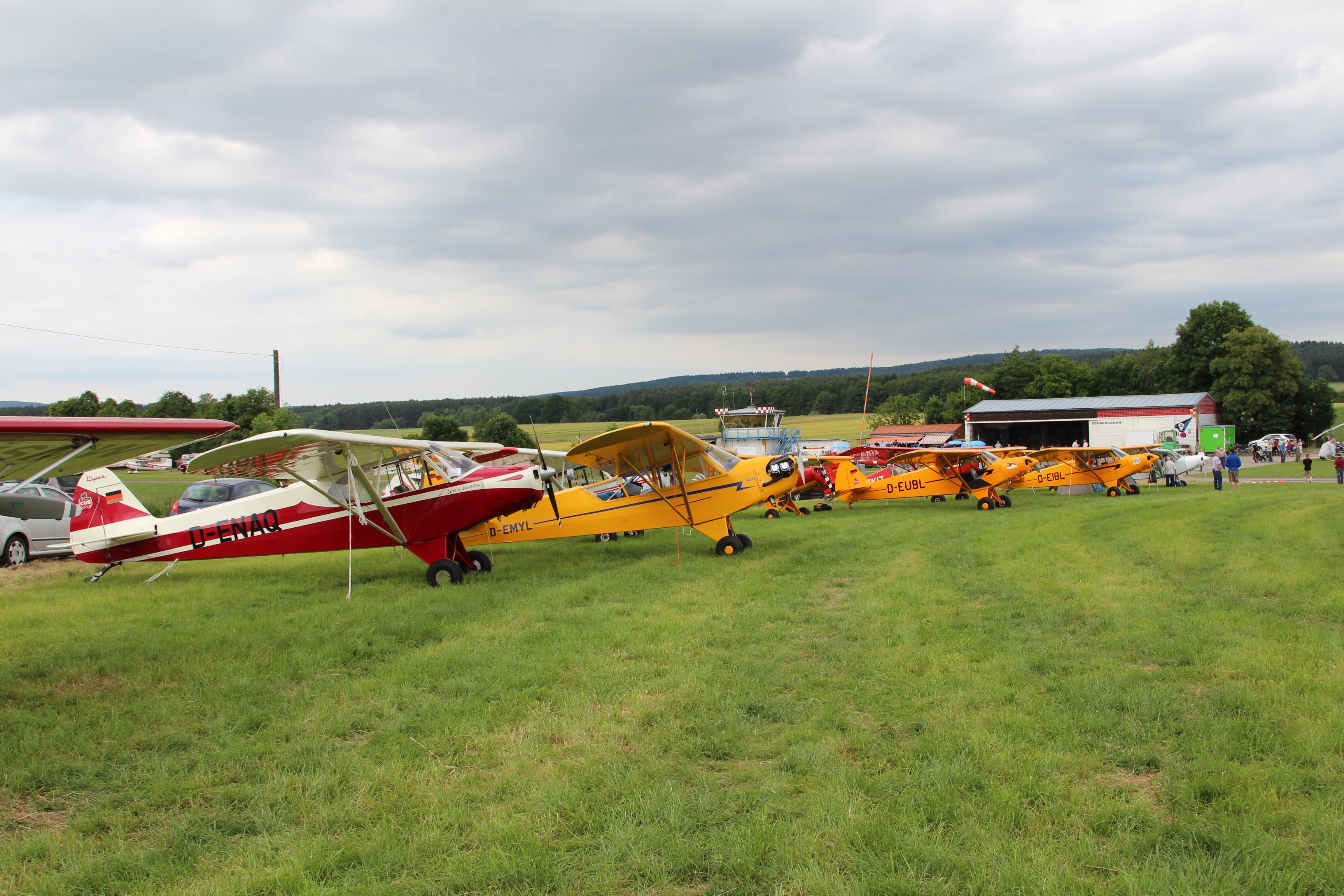
Piper-Treffen (2013)
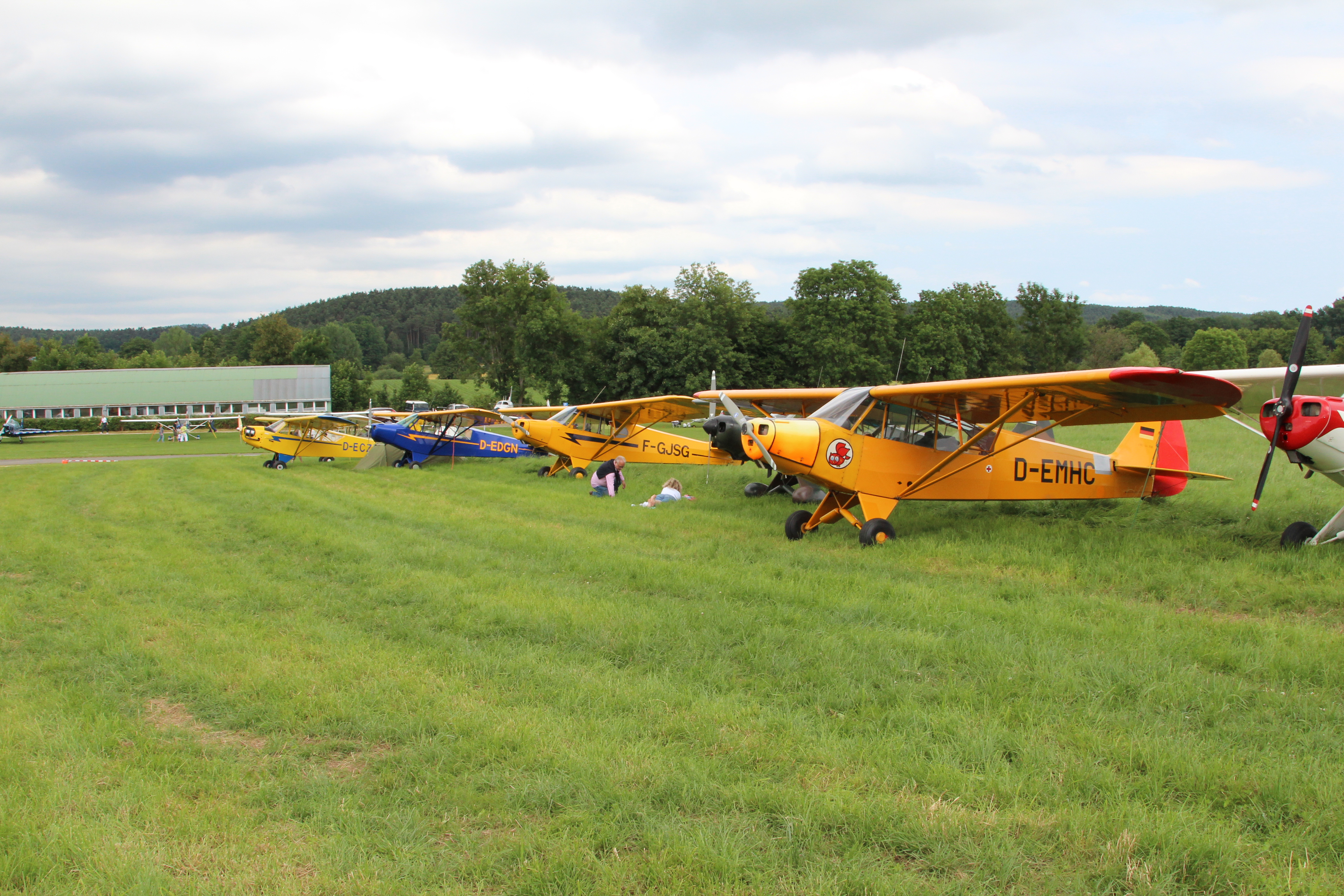
Piper-Treffen (2013)
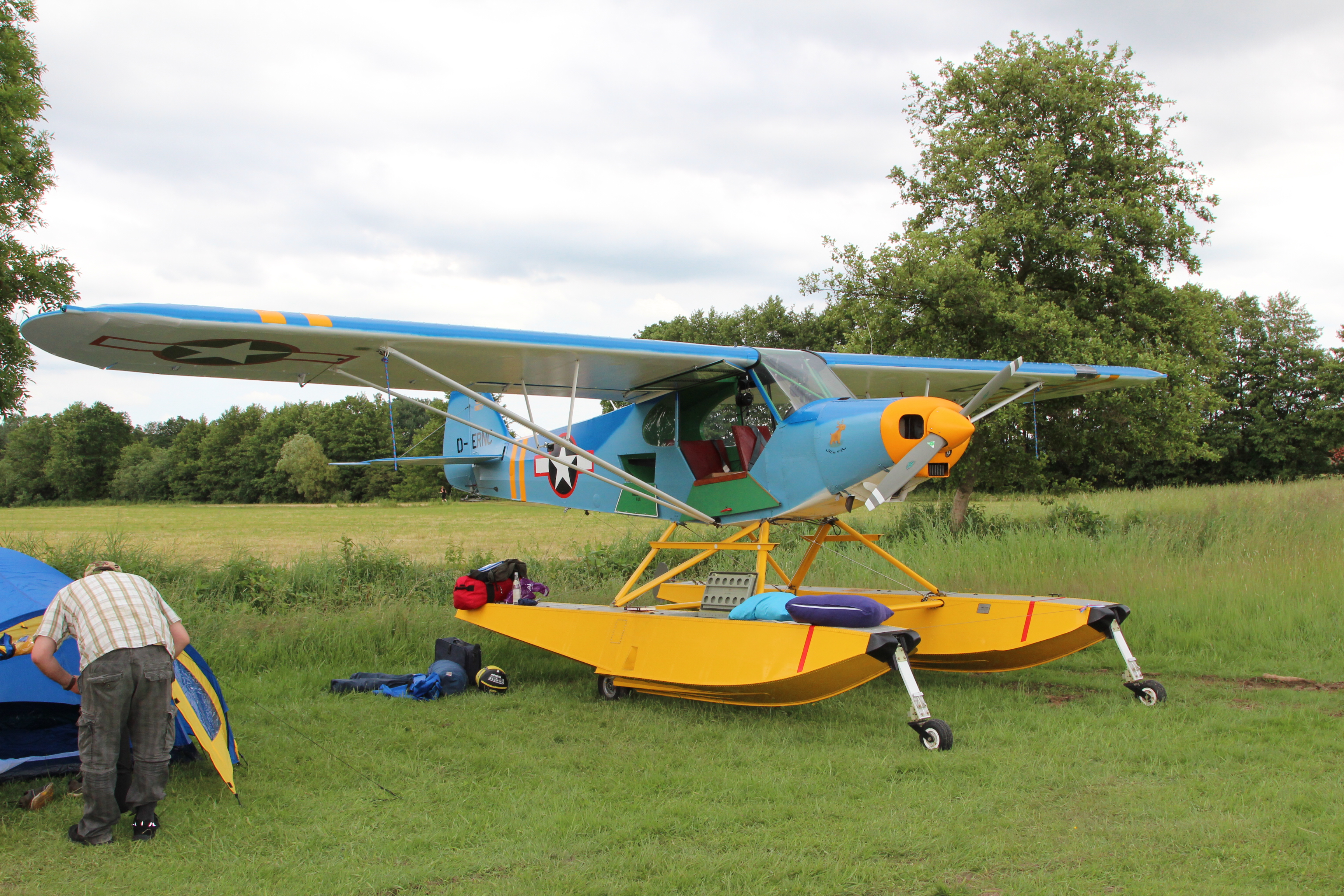
Piper-Treffen (2013)